# Tmetolophota similis
Tmetolophota similis är en fjärilsart som först beskrevs av Alfred Philpott 1924a.  Tmetolophota similis ingår i släktet Tmetolophota och familjen nattflyn. Inga underarter finns listade i Catalogue of Life.